# Corporaciones de propiedad municipal
Las corporaciones de propiedad municipal son corporaciones propiedad de municipalidades. Por lo general, son "organizaciones con estatus corporativo independiente, administradas por una junta ejecutiva designada principalmente por funcionarios del gobierno local y con propiedad pública mayoritaria". Algunas corporaciones de propiedad municipal dependen de los ingresos de las tarifas de los usuarios, distinguiéndolos de las agencias y distritos especiales financiados a través de impuestos.
Las corporaciones de propiedad municipal también pueden diferir de las burocracias locales en cuanto a financiamiento, costos de transacción, escrutinio financiero, derechos laborales, permiso para operar fuera de su jurisdicción y, en algunas circunstancias, en derechos para obtener ganancias y riesgo de quiebra.
Las causas y los efectos de las corporaciones municipales son diferentes de las de las empresas estatales. La corporatización puede ser más utilizada localmente que a nivel nacional, una forma de permitir formas híbridas o flexibles de prestación de servicios públicos, tales como asociaciones público-privadas y cooperación intermunicipal. También permite cobrar tarifas a los usuarios. Los efectos pueden ser diferentes debido a la menor experiencia.el regulador, la menor capacidad de contratación de los municipios, y la mayor presencia de economías de escala. La investigación actual muestra que las corporaciones municipales son con frecuencia más eficientes que la burocracia, pero tienen tasas de fracaso más altas debido a su autonomía legal y administativa. Un problema adicional es el hecho de que las corporaciones de propiedad municipal a menudo tienen más de un propietario municipal, y el conflicto entre los propietarios municipales puede conducir a una producción reducida para la corporación de propiedad municipal debido a varios efectos secundarios negativos.

## Antecedentes
Bajo la Nueva Gestión Pública, la corporatización se hizo prominente como un paso hacia la privatización (parcial). Pronto se convirtió en un fin en sí mismo, con el objetivo de combinar el control del gobierno con una prestación de servicios eficiente y profesional que se consideraba deficiente en la prestación de servicios burocráticos. Las empresas estatales que resultaron se organizarían de manera similar a las corporaciones privadas, con la diferencia de que las acciones de la compañía siguen siendo propiedad estatal y no se negocian en el mercado de valores.
Esto también se convirtió en una tendencia a nivel local. La corporación municipal siguió un proceso de externalización que requirió nuevas habilidades y orientaciones de los respectivos gobiernos locales, y siguió cambios comunes en el panorama institucional de los servicios públicos. Hubo un crecimiento sustancial en el número de corporaciones de propiedad municipal en los años 1990 y 2000 en toda Europa y los Estados Unidos.

## Razones y efectos
La corporatización municipal se puede utilizar para mejorar la eficiencia de la prestación de servicios públicos (con éxitos mixtos) o como un paso hacia la privatización (parcial) o la hibridación. Sus razones y efectos son algo similares a los de la corporatización.

#### (Potencialmente) mejorando la eficiencia
Un propósito clave de la corporatización es la externalización. Dicha externalización le da a la organización de prestación de servicios autonomía legal y administrativa de los políticos, lo que podría aumentar la eficiencia, ya que protege a la empresa de la explotación política. Sin embargo, también puede fallar en brindar eficiencia (o causar ineficiencia), porque esta autonomía también reduce la capacidad del gobierno para monitorear su gestión. Si la corporatización es beneficiosa puede depender de la naturaleza del servicio que se corporatiza, donde la autonomía puede ser menos beneficiosa para servicios más politizados y complejos. A nivel local, también puede haber mayores costos de transacción, porque la capacidad de contratación puede ser menor.

### Paso hacia la privatización o hibridación
Una vez que un servicio ha sido corporativo, a menudo es relativamente fácil privatizarlo (parcialmente) vendiendo algunas o todas las acciones de la compañía a través del mercado de valores. Por lo tanto, la corporatización puede ser un obstáculo en el camino hacia la privatización (parcial). La corporatización también puede ser un paso hacia la creación de formas híbridas de organización, como asociaciones institucionales privadas u organizaciones de servicios intermunicipales, que son especialmente relevantes a nivel local debido a las oportunidades para capturar economías de escala.

###### Aliviar el estrés fiscal
Las corporaciones municipales tienden a ser establecidas por gobiernos locales que experimentan cierto grado de estrés fiscal. La corporatización era una forma de permitir que los gobiernos locales "ocultaran sus responsabilidades asignándolas en parte a sus empresas" o "corporativizaran sus servicios públicos (...) para recaudar nuevas fuentes de ingresos de sus empresas".

## Problemas con la propiedad múltiple
La propiedad frecuente de corporaciones municipales por parte de múltiples municipalidades puede causar problemas, el llamado problema de múltiples principales, que puede llevar a que sean ineficientes, inequitativos o inexplicables o tengan altas tasas de fracaso. Puede haber una conducción libre o duplicación en los procedimientos de dirección y monitoreo, lo que resulta en altos costos. Si existe una heterogeneidad en los intereses entre los municipios múltiples, puede haber ambigüedad directiva o cabildeo de las corporaciones por municipios individuales, lo que lleva a una alta ineficiencia y baja responsabilidad. Delegar la gobernanza a un partido elegido puede ser una forma de resolver este problema.

## Uso
La corporatización municipal es más prominente para algunos servicios que para otros. Es típicamente prominente en:
- Administración del agua
- Servicios de autobuses
- Recolección y gestión de basura
- Economía y vivienda
- Asuntos sociales y empleo
- Educación y cultura

### Chile
En Chile, la ley establece a las corporaciones municipales como entidades de derecho privado a través de las cuales el Estado realiza en forma indirecta ciertas actividades vinculadas al cumplimiento de sus funciones, siendo personas jurídicas sin fines de lucro, cuya finalidad es administrar y operar los servicios traspasados a las municipalidades en las áreas de educación, salud primaria o atención de menores, y que hasta antes de la dictación de la sentencia del Tribunal Constitucional, de 29 de febrero de 1988, pudieron constituirse conforme a las normas del Título XXXIII del Libro I del Código Civil. Estas corporaciones municipales son presididas por el alcalde respectivo, y se encuentran sujetas a la fiscalización de la Contraloría General de la República para los efectos de cautelar el uso y destino de sus recursos, el cumplimiento de sus fines, la regularidad de sus operaciones, y hacer efectivas las responsabilidades de sus directivos o empleados.